# Aziza Baccouche
Zohra Aziza Baccouche (Dr. Z, née le 25 novembre 1976 et morte le 11 juin 2021) est une physicienne et cinéaste scientifique américaine. Elle a été membre de l' Association américaine pour l'avancement des sciences. Elle perd la vue à la suite d'une tumeur au cerveau à l'âge de huit ans.

## Jeunesse
Aziza Baccouche naît d'une mère afro-américaine et d'un père tunisien le 25 novembre 1976 et grandit en Tunisie. Alors qu'elle a huit ans, elle souffre d'une tumeur au cerveau, qui lui provoque une hydrocéphalie qui endommage son nerf optique, ne lui laissant que 9 % de vision à l'âge de huit ans. Ses parents déménagent ensuite aux États-Unis où un de ses enseignants de physique lui communique son enthousiasme pour la matière qu'il enseigne.

## Éducation
Aziza Baccouche est la première personne aveugle à étudier la physique au Collège William & Mary, elle obtient en 1995 un baccalauréat ès sciences, alors que son conseiller de premier cycle lui suggère de ne pas étudier la physique du fait qu'elle est aveugle. En 1998, elle reçoit le diplôme de Master de l'Université Hampton. En 1998, elle rejoint CNN à Atlanta en tant que membre de l'American Association for the Advancement of Science Mass Media Fellowship, et est nommée correspondante scientifique spéciale du bureau de la chaîne à Washington. En 2000, elle fonde Aziza Productions. En 2002, elle obtient un doctorat en physique nucléaire théorique à l'Université du Maryland, College Park. Sa thèse, défendue en 2002, porte sur les baryons lourds,.

## Carrière
Après avoir terminé son doctorat, Aziza Baccouche devient correspondante scientifique pour Evening Exchange avec Kojo Nnamdi sur la chaîne de télévision de Howard University. Elle participe à des initiatives visant à augmenter le nombre de femmes afro-américaines étudiant la physique. Elle travaille en tant que productrice de médias scientifiques et contribue régulièrement aux conférences de la National Society of Black Physicists (NSBP). En 2020, Baccouche publie un mémoire intitulé Seeking Vision retraçant sa vie depuis son diagnostic de cécité à l'âge de huit ans jusqu'à sa cinquième opération cérébrale.

## Prix et distinctions
En 2013, Aziza Baccouche reçoit un HerStory Award de la part de la Women's Federation for World Peace.

## Thèse
- (en) Zohra Aziza Baccouche, Phenomenology of isoscalar heavy baryons, College Park, University (thèse de doctorat en physique nucléaire), 2002, 154 p.

- Ressource relative à l'audiovisuel :   - IMDb